# Междурек
Междурек (грч. Μελισσουργειό, Мелисургио) је насељено место у општини Кукуш у периферији Средишња Македонија, Грчка. Према попису из 2021. године био је 41 становник.
Према бугарском географу и историчару, Василу Канчову, у Междуреку је 1900. године живело 500 Словена хришћана. Током Другог балканског рата село је настрадало од грчке војске, док је велики део словенског становништва протеран. Године 1924. преостало словеснко становништво је принудно исељено у Бугарску (79 особа) а на њихово место су насељене грчке избегличке породице из Турске. На попису из 1928. године Междурек је имао 245 становника.